# Gregorio Barbarigo
Gregorio Barbarigo (Venècia, 16 de setembre de 1625 - Pàdua, 18 de juny de 1697) fou un cardenal catòlic, diplomàtic i acadèmic italià. És venerat com a sant per l'Església Catòlica.
Gregorio Giovanni Gasparo Barbarigo nasqué en Venècia en 1625, en el si d'una família noble, rica i reconeguda a la ciutat. Va rebre una sòlida formació religiosa i intel·lectual. Formà part d'una congregació mariana. Als divuit anys era secretari de l'ambaixador de Venècia, i en 1648 viatjà amb l'ambaixador venecià Alvise Contarini al Congrés de Münster (Alemanya) i a les negociacions del Tractat de Westfàlia, que posà fi a la Guerra dels Trenta Anys. Al congrés conegué al nunci apostòlic Fabio Chigi, que l'orientà envers el sacerdoci.

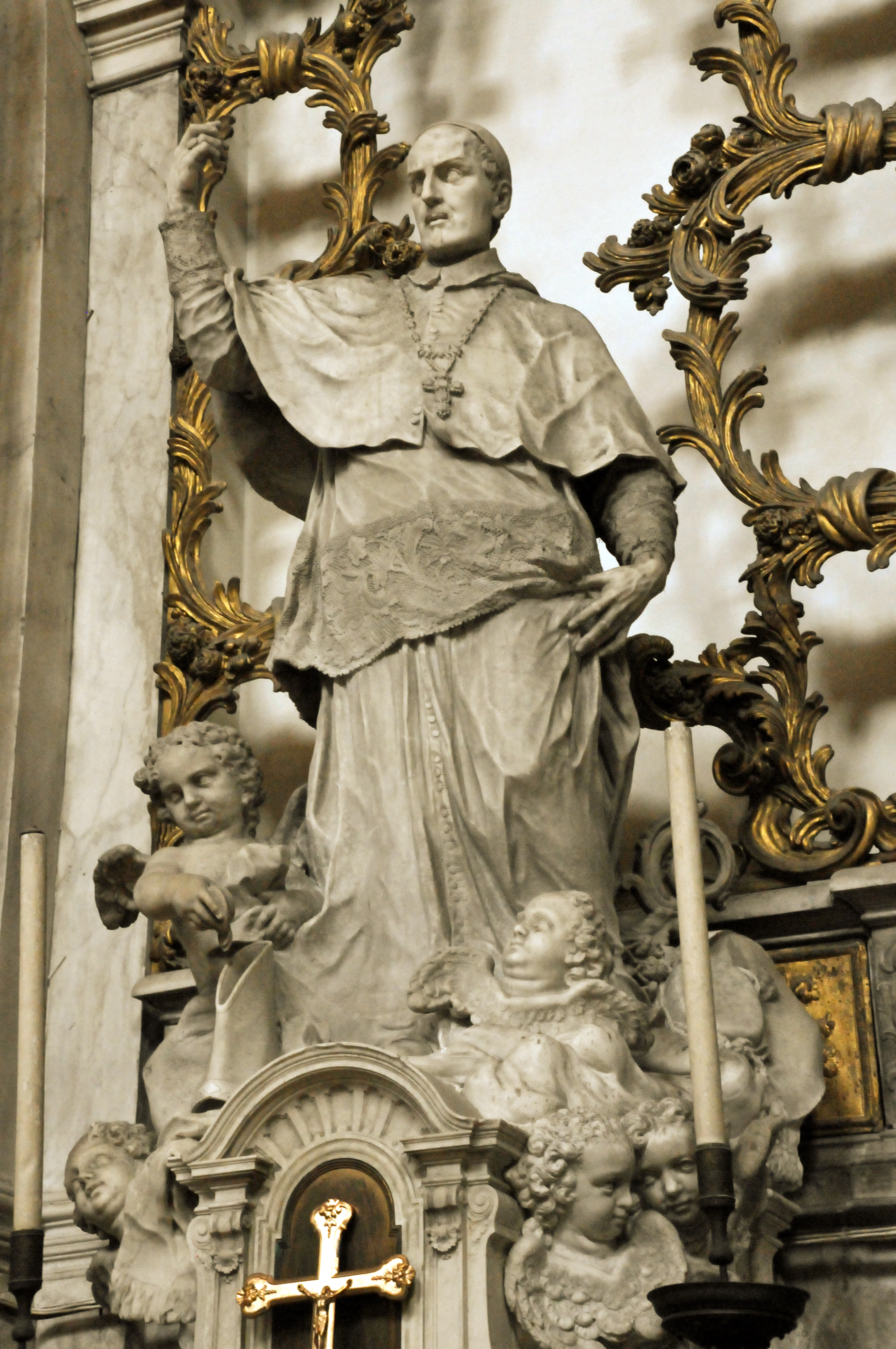
Escultura a S. Maria del Giglio, Venècia

Completà els estudis a la Universitat de Pàdua i fou ordenat sacerdot en 1655, any que fou nomenat canonge de Pàdua i prelat de la Casa Pontifícia per Alexandre VII (el seu amic Fabio Chigi). Conseller i proper al Papa, formà part del Suprem Tribunal de la Signatura Apostòlica. Entre 1657 i 1664 fou bisbe de Bèrgam, i entre 1664 i 1697 bisbe de Pàdua. En 1660, fou nomenat cardenal-prevere de San Tommaso in Parione, i el 1677 cardenal de San Marco.
En arribar a Bèrgam com a bisbe, ordenà donar als pobres els diners que es volien gastar en la festa de la seva rebuda. A més, va vendre els seus béns i els distribuí entre els necessitats, imitant en això Carles Borromeo. En les seves visites pastorals s'allotjava en cases humils i feia els àpats amb ells, com un més. Dedicava molt de temps al catequisme i l'educació religiosa, i, de nit, a la pregària.
Participà en els conclaves de 1667, 1676, 1689 i 1691. Innocenci XI li encarregà, en 1676, la supervisió de l'ensenyament de la religió catòlica a Roma. Les seves activitats com a bisbe foren influents en la seva època; en la línia de la reforma tridentina, amplià i donà més recursos als seminaris de Pàdua i Bèrgam, dotant-los de professors d'arreu d'Europa. Fomentà l'estudi de les llengües orientals al seminari de Padua i promogué la unitat entre les esglésies catòlica i ortodoxa.
Fundà alguns seminaris als quals donà les regles de Sant Carles Borromeu, i a Pàdua fundà una biblioteca i una impremta poliglota, que esdevingué una de les millors d'Itàlia. També creà escoles populars i institucions de catequesi i formació religiosa, per orientar o formar els pares i educadors. Promogué la publicació d'obres religioses i de devoció adreçades al poble, especialment els escrits de Francesc de Sales.
També fundà institucions de caritat. Durant una gran pesta a Roma, personalment ajudà en l'assistència als malalts, comptats en uns 13.000. Fundà la Congregació dels Oblats dels Sants Prodòscim i Antoni a Pàdua.
Morí a Pàdua en 1697. Fou beatificat per Climent XIV el dia 6 de juny de 1771, i canonitzat per Joan XXIII el 26 de maig de 1960.

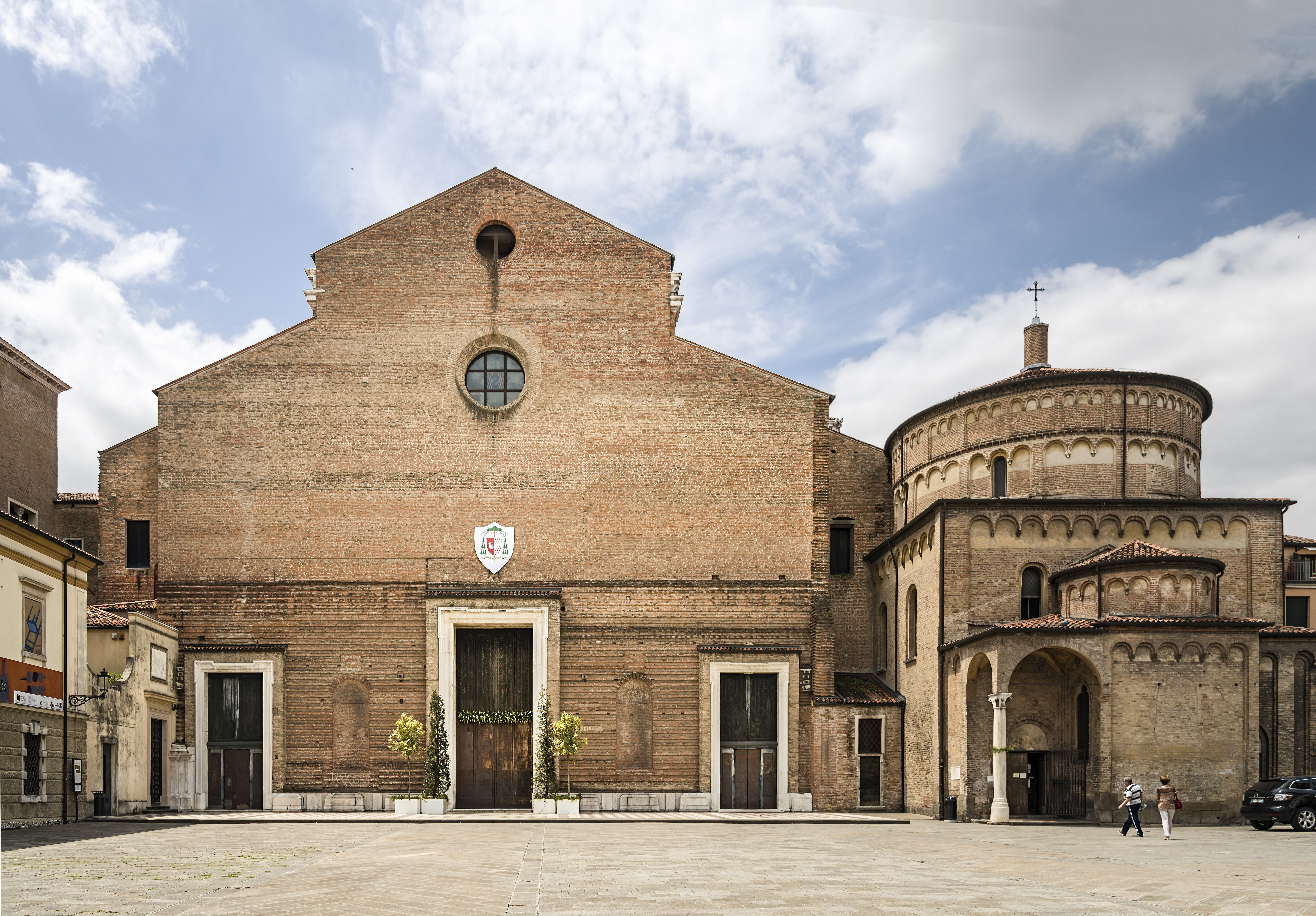
Catedral i baptisteri de Pàdua
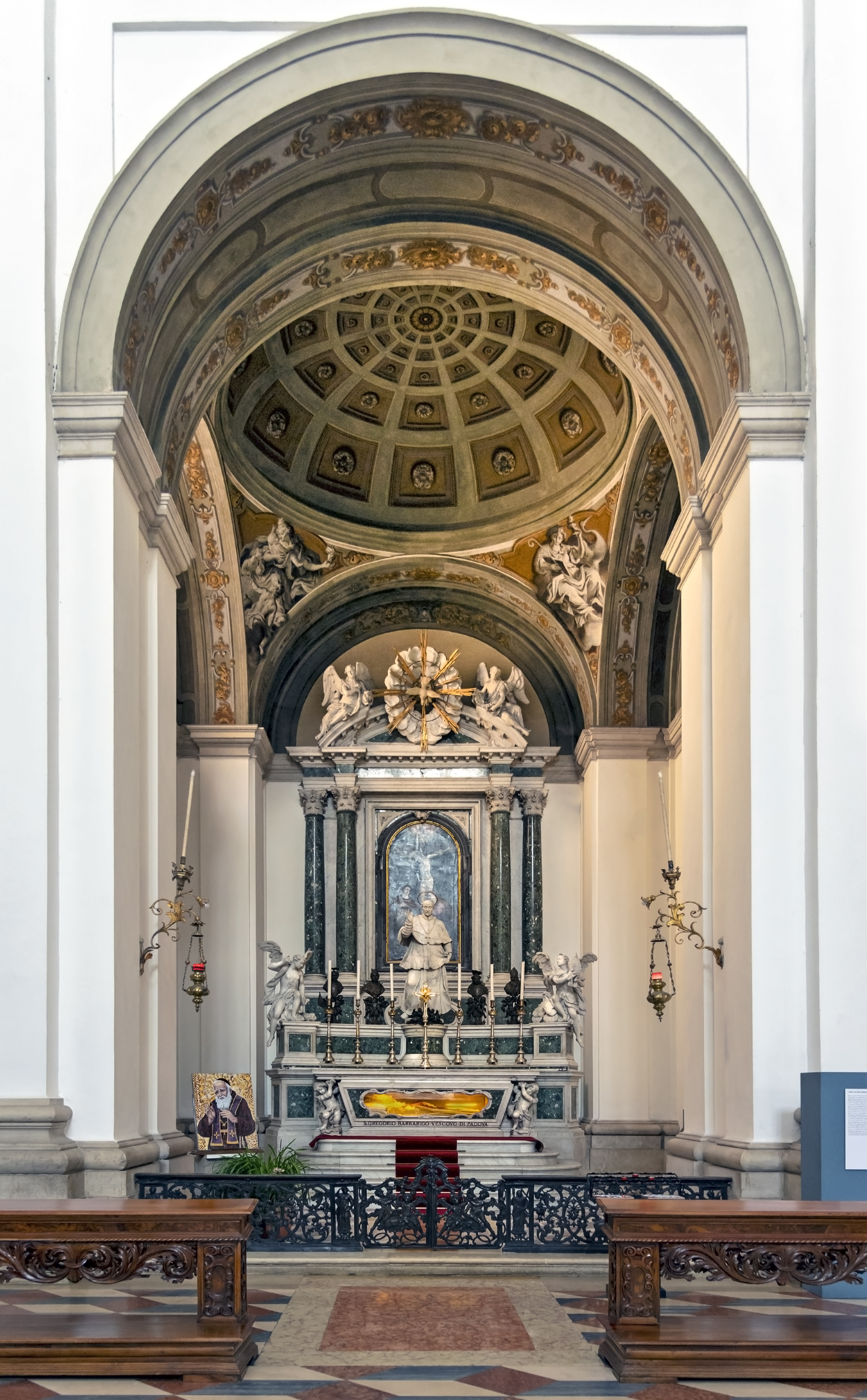
Capella de Gregorio Barbarigo
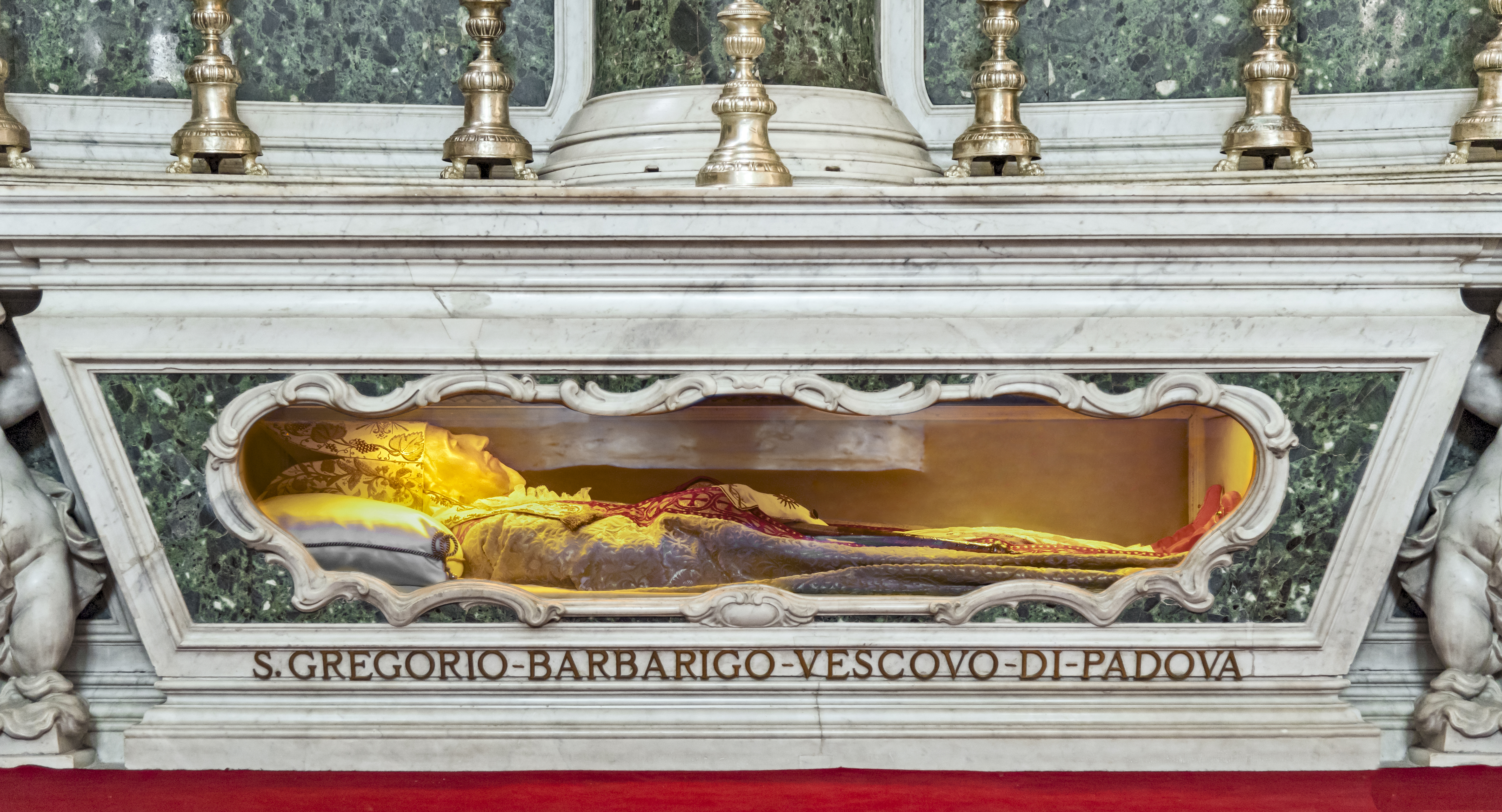
El cos embalsamat del sant